# Tassarolo
Tassarolo är en ort och kommun i provinsen Alessandria i regionen Piemonte i Italien. Kommunen hade 628 invånare (2018).